# Anatolij Nekljudov
Anatolij Vasiljevitj Nekljudov (ryska: Анатолий Васильевич Неклюдов), född 1856, död 18 september 1943 i Nice, var en rysk diplomat.
Nekljudov tjänstgjorde som legationssekreterare i Sofia, Konstantinopel och Belgrad, var därpå i sex år legationsråd i Paris och 1911–13 ryskt sändebud i Sofia. När efter andra Balkankriget Rysslands inflytande i Bulgarien nästan försvunnit, ansågs ett diplomatombyte där önskvärt, och Nekljudov bytte plats med ryska sändebudet i Stockholm, Aleksandr Savinskij, vilkens ställning där blivit ohållbar. 
I Stockholm var Nekljudov ackrediterad 1914–1917, utsågs i april 1917 av provisoriska ryska regeringen till ambassadör i Madrid och tog i september samma år avsked, enär han ansåg det växande sovjetinflytandet på ryska regeringen ha framkallat allmän upplösning och laglöshet. 
Sina minnen från Bulgarien, Sverige och Spanien samlade Nekljudov i memoarboken Diplomatic Reminiscences Before and During the World War, 1911–1917  (först publicerade i en fransk tidskrift; engelsk översättning av Alexandra Paget, 16 februari 1920, Internet Archive; svensk översättning av Olof Örström, "En diplomats minnen", 1921). Hans bulgariska minnen ha rätt stort historiskt värde; minnena från Sverige är av mera episodiskt intresse.
Familjenamnet Nekljudov (Неклюдов, med K) ska inte förväxlas med Nechljudov (Нехлюдов, med CH), som bärs av den halvt fiktive, halvt självbiografiske godsägaren i Lev Tolstojs berättelser om Furst Nechljudof (Утро помещика, 1856), Ungdom (Юность, 1857), Luzern (Люцерн, 1857) och Uppståndelse (Воскресение, 1899).